# 4 × 400 meter stafett för herrar i friidrott vid olympiska sommarspelen 1976
4 × 400 meter stafett för herrar vid olympiska sommarspelen 1976 i Montréal avgjordes 30–31 juli. 

## Medaljörer
| Gren          | Guld                                                             | Guld    | Silver                                                                   | Silver  | Brons                                                                                 | Brons   |
| 4 x 400 meter | USA · Herman Frazier · Benny Brown · Fred Newhouse · Maxie Parks | 2.58,65 | Polen · Ryszard Podlas · Jan Werner · Zbigniew Jaremski · Jerzy Pietrzyk | 3.01,43 | Västtyskland · Franz-Peter Hofmeister · Lothar Krieg · Harald Schmid · Bernd Herrmann | 3.01,98 |

## Resultat

### Final
- Hölls den 31 juli 1976

| RANK | Nation              | Idrottare                                                                | Tid     |
| ---- | ------------------- | ------------------------------------------------------------------------ | ------- |
|      | USA                 | • Herman Frazier • Benny Brown • Fred Newhouse • Maxie Parks             | 2.58,65 |
|      | Polen               | • Ryszard Podlas • Jan Werner • Zbigniew Jaremski • Jerzy Pietrzyk       | 3.01,43 |
|      | Västtyskland        | • Franz-Peter Hofmeister • Lothar Krieg • Harald Schmid • Bernd Herrmann | 3.01,98 |
| 4.   | Kanada              | • Ian Seale • Don Domansky • Leighton Hope • Brian Saunders              | 3.02,64 |
| 5.   | Jamaica             | • Leighton Priestley • Donald Quarrie • Colin Bradford • Seymour Newman  | 3.02,84 |
| 6.   | Trinidad och Tobago | • Michael Solomon • Horace Tuitt • Joseph Coombs • Charles Joseph        | 3.03,46 |
| 7.   | Kuba                | • Eddy Gutierrez • Damaso Alfonso • Carlos Alvarez • Alberto Juantorena  | 3.03,81 |
| 8.   | Finland             | • Hannu Makela • Ossi Karttunen • Stig Lonnqvist • Markku Kukkoaho       | 3.06,51 |

### Semifinaler
- Hölls den 30 juli 1976

#### Heat 1
| RANK | Nation         | Idrottare                                                                | Tid     |
| ---- | -------------- | ------------------------------------------------------------------------ | ------- |
| 1.   | USA            | • Herman Frazier • Benny Brown • Fred Newhouse • Maxie Parks             | 2.59,52 |
| 2.   | Västtyskland   | • Franz-Peter Hofmeister • Lothar Krieg • Harald Schmid • Bernd Herrmann | 3:03.24 |
| 3.   | Jamaica        | • Leighton Priestley • Donald Quarrie • Colin Bradford • Seymour Newman  | 3:03.86 |
| 4.   | Kanada         | • Ian Seale • Don Domansky • Leighton Hope • Brian Saunders              | 3:03.89 |
| 5.   | Finland        | • Hannu Makela • Ossi Karttunen • Stig Lonnqvist • Markku Kukkoaho       | 3:05.02 |
| 6.   | Puerto Rico    | • Pedro Ferrer • Ivan Mangual • Julio Ferrer • Jorge Ortiz               | 3:06.08 |
| 7.   | Saudiarabien   | • Kamil Al Abbasi • Hamed Ali • Ahmed Asiry • Hassan Masallam            | 3:17.53 |
| —    | Storbritannien | • Ainsley Bennett • Glendon Cohen • David Jenkins • Alan Pascoe          | DNF     |

#### Heat 2
| RANK | Nation              | Idrottare                                                                    | Tid     |
| ---- | ------------------- | ---------------------------------------------------------------------------- | ------- |
| 1.   | Polen               | • Ryszard Podlas • Jan Werner • Zbigniew Jaremski • Jerzy Pietrzyk           | 3.03,03 |
| 2.   | Trinidad och Tobago | • Michael Solomon • Horace Tuitt • Joseph Coombs • Charles Joseph            | 3:03.54 |
| 3.   | Kuba                | • Eddy Gutierrez • Damaso Alfonso • Carlos Alvarez • Alberto Juantorena      | 3:05.19 |
| 4.   | Frankrike           | • Hugues Roger • Roger Velasquez • Francis Kerbiriou • Hector Llatser        | 3:05.48 |
| 5.   | Australien          | • Maxwell Binnington • Peter Grant • Donald Hanly • Richard Mitchell         | 3:05.75 |
| 6.   | Sovjetunionen       | • Dmitrij Stukalov • Vladimir Ponomarev • Victor Anohin • Evgenij Gavrilenko | 3:07.72 |
| 7.   | Barbados            | • Victor Gooding • Harcourt Wason • Hamil Grimes • Orlando Greene            | 3:08.13 |
| 8.   | Antigua och Barbuda | • Cuthbert Jacobs • Paul Richards • Elroy Turner • Fred Sowerby              | 3:09.66 |